# PCT
Tratatul de Cooperare în domeniul brevetului de invenție (PCT) este un tratat internațional din 1970 legislativ prevăzut să asigure printr-o singura procedură de înregistrare protejarea unei invenții în fiecare din țările semnatare.
O documentație depusă in condițiile PCT se numeste "international application" sau "PCT application" și se depune într-o singură limba la oficiul receptor.
În urma depunerii cererii internaționale PCT o autoritate ISA "International Searching Authority" verifică patentabilitatea invenției din documentația depusă și raspunde în scris.
în mod opțional urmează o examinare preliminară din partea autoritații IPEA "International Preliminary Examining Authority" În final examinarea și acordarea brvetului de invenție este în sarcina autarităților compenente din fiecare țară. Depunerea documentației PCT nu duce la acordarea unui brevet internațional deoarece nu există un astfel de brevet.
Brevetarea internațională trebuie făcută, de regulă, la mai puțin de un an de la depunerea cererii de brevet de invenție. Prin depunerea aplicației PCT acest termen se extinde la 30 de luni.